# Municipio de Union (condado de Dallas)
El municipio de Union (en inglés: Union Township) es un municipio ubicado en el condado de Dallas en el estado estadounidense de Iowa. En el año 2010 tenía una población de 2134 habitantes y una densidad poblacional de 20,7 personas por km².

## Geografía
El municipio de Union se encuentra ubicado en las coordenadas 41°33′30″N 94°11′5″O / 41.55833, -94.18472. Según la Oficina del Censo de los Estados Unidos, el municipio tiene una superficie total de 103.11 km², de la cual 103 km² corresponden a tierra firme y (0.1%) 0.11 km² es agua.

## Demografía
Según el censo de 2010, había 2134 personas residiendo en el municipio de Union. La densidad de población era de 20,7 hab./km². De los 2134 habitantes, el municipio de Union estaba compuesto por el 97.42% blancos, el 0.47% eran afroamericanos, el 0.09% eran amerindios, el 0.09% eran asiáticos, el 0.05% eran isleños del Pacífico, el 0.61% eran de otras razas y el 1.27% pertenecían a dos o más razas. Del total de la población el 2.62% eran hispanos o latinos de cualquier raza.